# Lista de episódios de Shake It Up

Disney Channel Original Series

Esta é uma lista de episódios da série original do Disney Channel Shake It Up (No Ritmo no Brasil), que estreou no dia 7 de Novembro do 2010. A série segue as duas melhores amigas, CeCe Jones e Rocky Blue (interpretado por Bella Thorne e Zendaya) que seus sonhos de se tornarem dançarinas profissionais se torna realidade, quando entram para o programa de televisão, Shake It Up, Chicago. A série segue as suas aventuras no show e problemas de características e questões como seu novo status social, testes de amizades e rivais no show. A maioria dos episódios tem o nome terminado com "It Up". O show foi renovado para uma segunda temporada em 16 de Março de 2011. A primeira temporada terminou em 21 de Agosto de 2011, e continha 21 episódios. A segunda temporada estreou em 18 de Setembro de 2011, e terminou em 17 de Agosto de 2012 com o especial de 72 minutos Shake It Up: Made In Japan. Em 4 de Junho de 2012, o Disney Channel anunciou que Shake It Up foi renovada para uma terceira temporada, mas foi comunicado que a série chegaria ao fim nessa temporada, por que Bella Thorne e Zendaya não tinham mais tempo para gravar a série.

## Temporadas
| Temporada | Temporada | Episódios | Exibição Original      | Exibição Original      | Exibição em Portugal    | Exibição em Portugal  | Exibição no Brasil     | Exibição no Brasil    | Exibição no Brasil |
| Temporada | Temporada | Episódios | Estreia de temporada   | Final de temporada     | Estreia de temporada    | Final de temporada    | Estreia de temporada   | Final de temporada    |                    |
| --------- | --------- | --------- | ---------------------- | ---------------------- | ----------------------- | --------------------- | ---------------------- | --------------------- | ------------------ |
|           | 1         | 21        | 7 de novembro de 2010  | 21 de agosto de 2011   | 1 de abril de 2011      | 13 de janeiro de 2012 | 31 de dezembro de 2010 | 7 de janeiro de 2012  |                    |
|           | 2         | 28        | 18 de setembro de 2011 | 17 de agosto de 2012   | 20 de janeiro de 2012   | 25 de janeiro de 2013 | 17 de janeiro de 2012  | 27 de janeiro de 2013 |                    |
|           | 3         | 26        | 14 de outubro de 2012  | 10 de novembro de 2013 | 22 de fevereiro de 2013 | 11 de abril de 2014   | 7 de junho de 2013     | 29 de março de 2014   |                    |

## 1.ª Temporada (2010-2011)
| #  | Títulos                                                            | Estreias                                                           | Código de produção | Audiência EUA em milhões |
| -- | ------------------------------------------------------------------ | ------------------------------------------------------------------ | ------------------ | ------------------------ |
| 1  | "Começo No Ritmo / A Começar" "Start It Up"                        | 07 de Novembro de 2010 1 de Abril de 2011 31 de Dezembro de 2010   | 101                | 6.2                      |
| 2  | "Almôndega No Ritmo / Almôndega Gigante" "Meatball It Up"          | 14 de Novembro de 2010 8 de Abril de 2011 04 de Fevereiro de 2011  | 104                | 4.1                      |
| 3  | "Aposta No Ritmo / Desistir" "Give It Up"                          | 21 de Novembro de 2010 15 de Abril de 2011 11 de Fevereiro de 2011 | 103                | 4.3                      |
| 4  | "Adicionar No Ritmo / Sempre a Somar" "Add It Up"                  | 28 de Novembro de 2010 22 de Abril de 2011 18 de Fevereiro de 2011 | 105                | 3.8                      |
| 5  | "Pontapé No Ritmo / Dar Com os Pés" "Kick It Up"                   | 05 de Dezembro de 2010 29 de Abril de 2011 04 de Março de 2011     | 107                | 4.3                      |
| 6  | "Idade No Ritmo / Coisas da Idade" "Age It Up"                     | 09 de Dezembro de 2010 6 de Maio de 2011 11 de Março de 2011       | 108                | N/A                      |
| 7  | "Festa No Ritmo / Festa Surpresa" "Party It Up"                    | 12 de Dezembro de 2010 13 de Maio de 2011 18 de Março de 2011      | 106                | 3.7                      |
| 8  | "Gancho No Ritmo / Ficar Pendurado" "Hook It Up"                   | 19 de Dezembro de 2010 20 de Maio de 2011 25 de Março de 2011      | 102                | N/A                      |
| 9  | "Selvagem No Ritmo / Rebeldia" "Wild It Up"                        | 9 de Janeiro de 2011 27 de Maio de 2011 01 de Abril de 2011        | 110                | 4.1                      |
| 10 | "Correspondência No Ritmo / Fazer Pares" "Match It Up"             | 23 de Janeiro de 2011 3 de Junho de 2011 08 de Abril de 2011       | 111                | 4.3                      |
| 11 | "Mostrar No Ritmo / Concurso de Talentos" "Show It Up"             | 20 de Fevereiro de 2011 1 de Julho de 2011 15 de Abril de 2011     | 112                | 4.0                      |
| 12 | "Calor No Ritmo / Está a Aquecer" "Heat It Up"                     | 27 de Fevereiro de 2011 18 de Junho de 2011 29 de Abril de 2011    | 109                | 3.7                      |
| 13 | "Brilho No Ritmo / Concurso de Beleza" "Glitz It Up"               | 06 de Março de 2011 15 de Julho de 2011 02 de Agosto de 2011       | 113                | 3.8                      |
| 14 | "Bagunça Quente No Ritmo / Batata Quente" "Hot Mess It Up"         | 20 de Março de 2011 19 de Agosto de 2011 30 de Agosto de 2011      | 114                | 3.6                      |
| 15 | "Reunião No Ritmo / Reencontro" "Reunion It Up"                    | 10 de Abril de 2011 2 de Setembro de 2011 09 de Agosto de 2011     | 116                | 3.7                      |
| 16 | "Suor No Ritmo / Dá Que Suar" "Sweat It Up"                        | 1 de Maio de 2011 9 de Setembro de 2011 16 de Agosto de 2011       | 117                | 3.1                      |
| 17 | "Vatalihootsit No Ritmo / Dia Vatalihootsit" "Vatalihootsit It Up" | 12 de Junho de 2011 21 de Outubro de 2011 23 de Agosto de 2011     | 118                | 3.3                      |
| 18 | "Modelo No Ritmo / Vida de Modelo" "Model It Up"                   | 17 de Junho de 2011 16 de Setembro de 2011 07 de Setembro de 2011  | 115                | 4.1                      |
| 19 | "Torcer No Ritmo / Toca a Abanar" "Twist It Up"                    | 10 de Julho de 2011 9 de Dezembro de 2011 18 de Setembro de 2011   | 119                | 3.7                      |
| 20 | "Separar No Ritmo / Verão à Porta" "Break It Up"                   | 24 de Julho de 2011 16 de Setembro de 2011 07 de Janeiro de 2012   | 120                | 3.4                      |
| 21 | "Jogar No Ritmo / Com a Cabeça Quente" "Throw It Up"               | 21 de Agosto de 2011 13 de Janeiro de 2012 07 de Janeiro de 2012   | 121                | 4.1                      |

## 2.ª Temporada (2011-2012)
| #.       | #        | Títulos                                                                              | Estreias                                                               | Código de Produção | Audiência original em milhões |
| -------- | -------- | ------------------------------------------------------------------------------------ | ---------------------------------------------------------------------- | ------------------ | ----------------------------- |
| 22       | 1        | "Psiquiatra No Ritmo / Escolhe-te" "Shrink It Up"                                    | 18 de Setembro de 2011 17 de Janeiro de 2012 27 de Janeiro de 2012     | 203                | 3.6                           |
| 23       | 2        | "Três é Demais No Ritmo / Três São Uma Multidão" "Three's a Crowd It Up"             | 25 de Setembro de 2011 19 de Janeiro de 2012 3 de Fevereiro de 2012    | 206                | 2.9                           |
| 24.1-2   | 3.1-2    | "O Ritmo Está No Ar / Shake It Up, a Arrancar" "Shake It Up, Up and Away"            | 02 de Outubro de 2011 24 e 26 de Janeiro de 2012 27 de Janeiro de 2012 | 201-202            | 3.8                           |
| 25       | 4        | "Trave No Ritmo / Sorri" "Beam It Up"                                                | 09 de Outubro de 2011 27 de Outubro de 2012 24 de Outubro de 2012      | 204                | 4.6                           |
| 26       | 5        | "Doutor No Ritmo / Vamos Lá, Doutor" "Doctor It Up"                                  | 23 de Outubro de 2011 31 de Janeiro de 2012 10 de Fevereiro de 2012    | 205                | 3.6                           |
| 27       | 6        | "Crítica No Ritmo / Crítica Indesejada" "Review It Up"                               | 06 de Novembro de 2011 14 de Fevereiro de 2012 30 de Março de 2012     | 210                | 3.9                           |
| 28       | 7        | "Duplo Pégaso No Ritmo / Duplo Pégaso" "Double Pegasus It Up"                        | 13 de Novembro de 2011 02 de Fevereiro de 2012 23 de Março de 2012     | 207                | 3.2                           |
| 29       | 8        | "Leilão No Ritmo / Toca a Leiloar" "Auction It Up"                                   | 20 de Novembro de 2011 07 de Fevereiro de 2012 13 de Abril de 2012     | 211                | 3.7                           |
| 30       | 9        | "Acampamento No Ritmo / Vamos Acampar" "Camp It Up"                                  | 27 de Novembro de 2011 09 de Fevereiro de 2012 8 de Junho de 2012      | 213                | 3.9                           |
| 31       | 10       | "Sino No Ritmo / Toca a Cantar" "Jingle It Up"                                       | 11 de Dezembro de 2011 22 de Dezembro de 2011 23 de Dezembro de 2011   | 212                | 3.5                           |
| 32       | 11       | "Aplicar No Ritmo / Candidatura" "Apply It Up"                                       | 08 de Janeiro de 2012 24 de Fevereiro de 2012 27 de Abril de 2012      | 215                | 3.2                           |
| 33       | 12       | "Divisão No Ritmo / Dividir Para Dançar" "Split It Up"                               | 22 de Janeiro de 2012 15 de Maio de 2012 4 de Maio de 2012             | 208                | 2.8                           |
| 34       | 13       | "Cópia No Ritmo / Kat Imitadora" "Copy Kat It Up"                                    | 19 de Fevereiro de 2012 17 de Maio de 2012 18 de Maio de 2012          | 219                | 3.5                           |
| 35       | 14       | "Ovo No Ritmo / O Ovo" "Egg It Up"                                                   | 26 de Fevereiro de 2012 29 de Maio de 2012 15 de Junho de 2012         | 209                | 2.6                           |
| 36       | 15       | "Juiz No Ritmo / Juíza Sem Juízo" "Judge It Up"                                      | 11 de Março de 2012 22 de Maio de 2012 27 de Julho de 2012             | 214                | 3.3                           |
| 37       | 16       | "Operação Cupido No Ritmo / Armadilha para os Pais" "Parent Trap It Up"              | 25 de Março de 2012 24 de Maio de 2012 10 de Setembro de 2012          | 218                | 3.0                           |
| 38       | 17       | "Estranho No Ritmo / Super Bizarro" "Weird It Up"                                    | 01 de Abril de 2012 31 de Maio de 2012 27 de Julho de 2012             | 217                | 2.5                           |
| 39       | 18       | "Investigando No Ritmo / Quem Foi?" "Whodunit Up?"                                   | 15 de Abril de 2012 03 de Junho de 2012 30 de Outubro de 2012          | 221                | 3.7                           |
| 40       | 19       | "Tunel No Ritmo / Aventura nos Túneis" "Tunnel It Up"                                | 13 de Maio de 2012 19 de Agosto de 2012 22 de Junho de 2012            | 216                | 3.3                           |
| 41       | 20       | "Protesto No Ritmo / O Protesto" "Protest It Up"                                     | 20 de Maio de 2012 09 de Novembro de 2012 7 de Setembro de 2012        | 220                | 3.1                           |
| 42       | 21       | "Lutar No Ritmo / Guerra Amorosa" "Wrestle It Up"                                    | 03 de Junho de 2012 16 de Novembro de 2012 23 de Novembro de 2012      | 222                | 3.2                           |
| 43       | 22       | "Reality Show No Ritmo" "Reality Check It Up"                                        | 10 de Junho de 2012 23 de Novembro de 2012 7 de Setembro de 2012       | 226                | 2.8                           |
| 44       | 23       | "Rock & Roll No Ritmo / Recuar Para Dançar" "Rock and Roll It Up"                    | 01 de Julho de 2012 30 de Novembro de 2012 2 de Novembro de 2012       | 225                | 3.7                           |
| 45       | 24       | "Botas No Ritmo / Botas" "Boot It Up"                                                | 15 de Julho de 2012 04 de Janeiro de 2013 12 de Outubro de 2012        | 227                | 3.9                           |
| 46       | 25       | "Festa do Pijama No Ritmo / Festa de Pijama" "Slumber It Up"                         | 29 de Julho de 2012 11 de Janeiro de 2013 28 de Dezembro de 2012       | 223                | 3.1                           |
| 47       | 26       | "Surpresa No Ritmo / Surpresa Surpreendente" "Surprise It Up"                        | 05 de Agosto de 2012 18 de Janeiro de 2013 11 de Janeiro de 2013       | 224                | 2.9                           |
| 48       | 27       | "Vergonha No Ritmo / Situações Embaraçosas" "Embarrass It Up"                        | 12 de Agosto de 2012 25 de Janeiro de 2013 25 de Janeiro de 2013       | 228                | 3.8                           |
| 49.1-2-3 | 28.1-2-3 | "No Ritmo: Made In Japão / Shake It Up: Feito No Japão" "Shake It Up: Made In Japan" | 17 de Agosto de 2012 27 de Janeiro de 2013 23 de Novembro de 2012      | 229-230-231        | 4.5                           |

## 3.ª Temporada (2012-2013)
| #  | #  | Títulos                                                                                | Estreias                                                             | Código de produção | Audiência EUA em milhões |
| -- | -- | -------------------------------------------------------------------------------------- | -------------------------------------------------------------------- | ------------------ | ------------------------ |
| 50 | 1  | "Incêndio No Ritmo / Cheira a Esturro" "Fire It Up"                                    | 14 de Outubro de 2012 07 de Junho de 2013 22 de Fevereiro de 2013    | 301                | 3.9                      |
| 51 | 2  | "Depressão No Ritmo / Altos e Baixos" "Funk It Up"                                     | 28 de Outubro de 2012 14 de Junho de 2013 22 de Fevereiro de 2013    | 302                | 3.2                      |
| 52 | 3  | "Espírito No Ritmo / Espírito de Claque" "Spirit It Up"                                | 04 de Novembro de 2012 21 de Junho de 2013 29 de Março de 2013       | 303                | 3.2                      |
| 53 | 4  | "Presos No Ritmo / Porta Fechada" "Lock It Up"                                         | 11 de Novembro de 2012 28 de Junho de 2013 12 de Abril de 2013       | 304                | 3.1                      |
| 54 | 5  | "Feliz Feliz No Ritmo / Surpresas de Natal" "Merry Merry It Up"                        | 02 de Dezembro de 2012 04 de Dezembro de 2013 21 de Dezembro de 2012 | 306                | 3.9                      |
| 55 | 6  | "Sozinho em Casa No Ritmo / Sozinhos em Casa" "Home Alone It Up"                       | 09 de Dezembro de 2012 30 de Junho de 2013 08 de Março de 2013       | 305                | 3.2                      |
| 56 | 7  | "Oh Irmão No Ritmo / Oh Irmão!" "Oh Brother It Up"                                     | 13 de Janeiro de 2013 01 de Setembro de 2013 19 de Abril de 2013     | 307                | 3.3                      |
| 57 | 8  | "Desistir No Ritmo / Desistências!" "Quit It Up"                                       | 27 de Janeiro de 2013 06 de Setembro de 2013 03 de Maio de 2013      | 308                | 3.4                      |
| 58 | 9  | "Ty No Ritmo / Desempate" "Ty It Up"                                                   | 17 de Fevereiro de 2013 13 de Setembro de 2013 24 de Maio de 2013    | 309                | 4.5                      |
| 59 | 10 | "Minha Bibliotecária No Ritmo / Minha Querida Bibliotecária" "My Fair Librarian It Up" | 24 de Fevereiro de 2013 20 de Setembro de 2013 7 de Junho de 2013    | 310                | 3.7                      |
| 60 | 11 | "Limpar No Ritmo / Uma Limpeza" "Clean It Up"                                          | 10 de Março de 2013 21 de Setembro de 2013 28 de Junho de 2013       | 311                | 3.2                      |
| 61 | 12 | "Eu Aceito No Ritmo / Aceito" "I Do It Up"                                             | 17 de Março de 2013 27 de Setembro de 2013 28 de Junho de 2013       | 312                | 4.5                      |
| 62 | 13 | "Vai & Volta No Ritmo / Avanços e Recuos" "Forward & Back It Up"                       | 24 de Março de 2013 08 de Outubro de 2013 26 de Julho de 2013        | 313                | 2.7                      |
| 63 | 14 | "Trocar No Ritmo / Toca a Trocar" "Switch It Up"                                       | 07 de Abril de 2013 06 de Dezembro de 2013 07 de Outubro de 2013     | 317                | 3.3                      |
| 64 | 15 | "Amor e Guerra No Ritmo / Amor e Guerra" "Love & War It Up"                            | 28 de Abril de 2013 24 de Março de 2014 26 de Julho de 2013          | 316                | 3.1                      |
| 65 | 16 | "Na Bolsa No Ritmo / A Mala Maldita" "In The Bag It Up"                                | 12 de Maio de 2013 09 de Junho de 2013 2 de Agosto de 2013           | 314                | 2.6                      |
| 66 | 17 | "Cérebro No Ritmo" "Brain It Up"                                                       | 02 de Junho de 2013 20 de Dezembro de 2013 20 de Setembro de 2013    | 315                | 3.0                      |
| 67 | 18 | "Os Opostos se Atraem No Ritmo / Os Opostos Atraem-se" "Opposites Attract It Up"       | 23 de Junho de 2013 27 de Dezembro de 2013 15 de Novembro de 2013    | 318                | 3.4                      |
| 68 | 19 | "Vidente No Ritmo / A Vidente" "Psych It Up"                                           | 14 de Julho de 2013 28 de Dezembro de 2013 15 de Novembro de 2013    | 319                | 3.4                      |
| 69 | 20 | "Futuro No Ritmo / Futuriza-te" "Future It Up"                                         | 28 de Julho de 2013 11 de Agosto de 2013 14 de Outubro de 2013       | 320                | 3.6                      |
| 70 | 21 | "Oui Oui No Ritmo / Oui, Oui, França!" "Oui Oui It Up"                                 | 04 de Agosto de 2013 25 de Março de 2014 27 de Dezembro de 2013      | 321                | 3.3                      |
| 71 | 22 | "Meu Doce Amargo 16 No Ritmo / Meus Agridoces 16 Anos" "My Bitter Sweet 16 It Up"      | 25 de Agosto de 2013 26 de Março de 2014 11 de Abril de 2014         | 322                | 3.2                      |
| 72 | 23 | "Estresse No Ritmo / Stressa-te" "Stress It Up"                                        | 15 de Setembro de 2013 27 de Março de 2014 17 de Janeiro de 2014     | 323                | 3.3                      |
| 73 | 24 | "Leal No Ritmo / Lealdade" "Loyal It Up"                                               | 29 de Setembro de 2013 28 de Março de 2014 24 de Janeiro de 2014     | 324                | 3.0                      |
| 74 | 25 | "Assombrar No Ritmo / Assombrações" "Haunt It Up"                                      | 06 de Outubro de 2013 30 de Outubro de 2013 30 de Outubro de 2013    | 325                | 3.2                      |
| 75 | 26 | "Se Lembre de Mim / Lembra-te" "Remember Me"                                           | 10 de Novembro de 2013 29 de Março de 2014 11 de Abril de 2014       | 326                | 3.4                      |